# Chokeslam

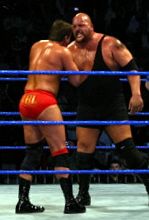
Big Show, pregătindu-se să-i aplice lui JBL un chokeslam

Un chokeslam (în japoneză "nodowa otoshi") este o manevră de wrestling din categoria body slam în care wrestlerul își prinde cu o mână adversarul de gât, îl ridică în aer și îl izbește de suprafața ringului. Este o manevră des folosită în show-urile televizate de wrestling deoarece este relativ simplă și lipsită de riscuri, dar în același timp este extrem de spectaculoasă. Dacă adversarul este prins de gât cu ambele mâini, manevra poartă numele de double chokeslam (dublu chokeslam).
Chokeslam-ul a devenit foarte popular datorită lui Kane, care l-a folosit pe post de manevră de final, mai apoi fiind preluat de The Big Show și The Undertaker.

## Ce wrestleri folosesc chokeslam-ul
Creatorul acestei manevre este Kane.Fratele lui vitreg,Undertaker l-a împrumutat și îl folosește ca manevră de final.Apoi a fost preluat de The Big Show.Și pe vremuri,și în prezent gigantul Big Show folosește chokeslam-ul ca manevră caracteristică.

## Riscuri cauzate de chokeslam
Chokeslam-ul este o manevră folosită de foarte mulți wrestleri,cu excepția lui Kane, Undertaker
sau The Big Show. Kevin Nash, Abyss, Marele Khali și încă câțiva. Fiind lipsită de riscuri, (în unele cazuri precum: chokeslam prin acoperișul cuștii, chokeslam care să găurească ringul, chokeslam pe o suprafață dură (oțel, fier, metal, inox, etc.), chokeslam prin masă, sau chokeslam de la înălțimi foarte mari), mulți wrestleri folosesc această manevră.

## Dublu Chokeslam
Când doi wrestleri apucă de gât un singur adversar,și îl lovesc de podea,chokeslam-ul,devine dublu chokeslam.Dar mai e o variantă de dublu chokeslam.Când un singur wrestler apucă de gât doi wrestleri,și îi lovește de podea,și în acest caz,manevra poartă numele de dublu-chokeslam.

## Chokeslam cu două mâini
Chokeslam cu două mâini(în engleză:two/double handed chokeslam)este un fel de chokeslam,decât că oponentul este apucat de gât cu două mâini,este ridicat în aer și lovit de podea.De obicei Marele Khali execută o astfel de manevră.